# Meda de Mouros
Meda de Mouros ist eine Ortschaft und ehemalige Gemeinde in Portugal.

## Geschichte
Die arabischen Mauren bauten in einer kleinen Mine an einer heute Castelo genannten Erhebung Gold ab. Die heutige Ortschaft entstand vermutlich nach der Wiederbesiedlungspolitik im Verlauf der Reconquista. Meda de Mouros gehörte zur Gemeinde Coja im gleichnamigen Kreis, bevor es durch Ausgliederung Ende des 16. Jh. eine eigenständige Gemeinde im Kreis Coja wurde. Im Verlauf der Verwaltungsreformen nach der Liberalen Revolution 1822 und dem 1834 folgenden Miguelistenkrieg wurde der Kreis Coja 1853 aufgelöst und Arganil angegliedert, ebenso Meda de Mouros. Seit 1855 ist Meda de Mouros eine Gemeinde im Kreis Tabua.
2013 wurde die eigenständige Gemeinde Meda de Mouros aufgelöst und mit Pinheiro de Coja zu einer neuen Gemeinde zusammengeschlossen.

## Verwaltung
Meda de Mouros war eine Gemeinde (Freguesia) im Kreis (Concelho) von Tábua im Distrikt Coimbra. Am 30. Juni 2011 hatte die Gemeinde 213 Einwohner auf einem Gebiet von 7,6 km².
Im Zuge der kommunalen Neuordnung Portugals nach den Kommunalwahlen am 29. September 2013 wurde Meda de Mouros mit Pinheiro de Coja zur neuen Gemeinde União das Freguesias de Pinheiro de Coja e Meda de Mouros zusammengeschlossen. Sitz der neuen Gemeinde wurde Pinheiro de Coja, die Verwaltung in Meda de Mouros blieb jedoch als Bürgerbüro bestehen.